# Vicente Sáenz Rojas
Vicente Sáenz Rojas (San José, 30 de septiembre de 1896 - 28 de marzo de 1963) fue un escritor, periodista y ensayista costarricense. Fue uno de los autores más leídos internacionalmente de su época y el intelectual centroamericano más reconocido sobre el tema de la Guerra Civil Española,  la cual atestiguó de primera mano.
Cursó la primaria en el Colegio Seminario y la secundaria en el Liceo de Costa Rica graduándose en 1915. Miembro del círculo literario de pensadores socialistas al que pertenecieron Roberto Brenes Mesén, Joaquín García Monge, Omar Dengo, Carmen Lyra y José María Zeledón Brenes. En 1916 viaja por Estados Unidos y México, influenciado por la Revolución Mexicana, fue opositor a la dictadura de los hermanos Federico y José Joaquín Tinoco. Bajo la influencia de José Enrique Rodó fue partidario del unionismo centroamericano y ácido crítico al imperialismo estadounidense que denunciaba como periodista.

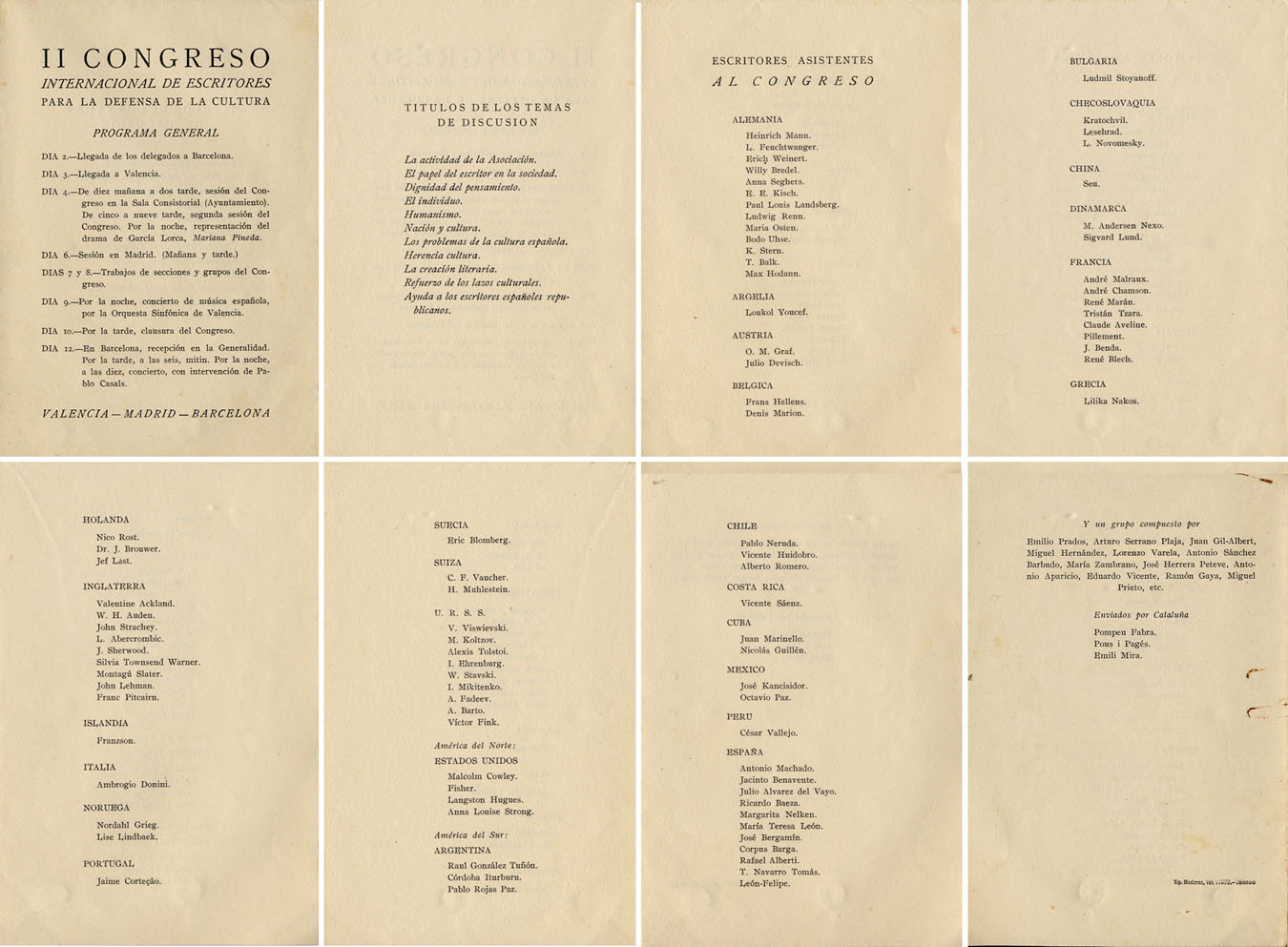
Programa del II Congreso Internacional de Escritores para la Defensa de la Cultura

En los años 30 regresa a Costa Rica donde con ayuda de capital mexicano funda el Partido Socialista Costarricense del cual Sáenz fue secretario general y cuyo periódico se llamaba Liberación. Aunque el PSC no participaba en elecciones, a diferencia del Partido Comunista Costarricense, también fundado por esa época y con el cual Sáenz tuvo severas diferencias, en gran parte porque el PCC era miembro de la Internacional Comunista y cercano a la Revolución Soviética y a la URSS , mientras Sáenz planteaba un socialismo latinoamericano auspiciado por México. Esto lo llevó a tener diferencias con el Secretario General del PCC Manuel Mora Valverde en 1936.
En 1936 viaja a España antes del inicio de la Guerra Civil Española, que lo marcaría de sobremanera. Su libro "España heroica" es considerado una de las obras más importantes sobre el tema, escrito por un centroamericano.